# USS Essex (1799)
Pour les autres navires du même nom, voir USS Essex et HMS Essex.
L’USS Essex est une frégate construite pour l'US Navy en 1799. 

## Historique
Elle participe activement à la quasi-guerre, à la guerre de Tripoli, et à la guerre anglo-américaine de 1812 sous le commandement de David Porter, durant laquelle elle est capturée par la Royal Navy au large de Valparaiso appartenant alors à la Vice-royauté du Pérou le 28 mars 1814. Renommée HMS Essex, elle sert de prison flottante de 1824 à 1834. Le 6 juin 1837, elle est revendue aux enchères.

## Source
- (en) Cet article est partiellement ou en totalité issu de l’article de Wikipédia en anglais intitulé « USS Essex (1799) » (voir la liste des auteurs).